# Українська м'ясна порода свиней
Українська м'ясна — порода свиней білої масті. Виведена у 1983—1993 роках унаслідок цілеспрямованої творчої роботи вчених-селекціонерів інститутів НААН України — полтавського інституту свинарства і агропромислового виробництва й інституту тваринництва степових районів «Асканія-Нова». Затверджена наказом Міністерства сільського господарства і продовольства України № 367 від 31 грудня 1993 року.

## Історія виведення
Робота зі створення української м'ясної породи розпочалася у 1981 році на основі опробованого у 1978 році полтавського м'ясного типу свиней ПМ-1 та покручів різних поєднань харківської, білоруської та асканійської селекції. Порода створена внаслідок застосування нового методу складного відтворювального схрещування з максимальним використанням на всіх етапах селекційного процесу рекордних тварин, оцінки гено- і фенотипу, спадкових конституціональних властивостей, морфологічних, фізіологічних ознак та фізико-хімічних показників якості м'яса і сала. У породі створено три заводських типи: центральний полтавський, харківський і асканійський з генеалогічною структурою 12 ліній кнурів і 25 родин свиноматок.
Автори породи (науковий керівник і основний виконавець) професор Баньковський Б. В., а також учені й виробничники Медведєв В. О., Соловйов І. В., Ткачов А. Ф., Акімов С. В., Жиркова Р. М., Баньковська І. Б., Луценко В. А., Борисенко М. М., Ткаченко Л. О., Москаленко І. М., Сотніченко Г. І., Кравчук М. О., Манько Г. М., Брижко Ф. Я., Харченко А. П. та інші.
За даними породного обліку, загальна чисельність свиней української м'ясної породи становить 67,8 тис. голів, у тому числі 3040 основних свиноматок і 400 кнурів-плідників. Свиней м'ясної породи розводять у 22 господарствах різних зон України та за її межами.

## Характеристика
Свині української м'ясної породи білої масті, великорослі, мають довгий тулуб, глибокі груди, виповнені окости, міцну конституцію. За розвитком відповідають, а окремі перевищують вимоги класу «еліта». Мають високу резистентність, стресостійкість. Пристосовані до умов промислової технології, добре пристосовані до місцевих кліматичних і кормових умов.
Жива маса дорослих кнурів становить 300—340 кг, довжина тулуба — 182—186 см; свиноматок відповідно 242—254 кг та 168—172 см. Продуктивність: багатоплідність до 11,1 (10,8 — 11,5) поросяти на опорос, молочність — 57 — 59 кг. Маса гнізда в разі відлучення у двомісячному віці — понад 188,9 кг. Підсвинки досягають живої маси 100 кг за 175—185 днів.